# منصور (آوج)
منصور، روستایی از توابع بخش مرکزی شهرستان آوج در استان قزوین ایران است. در فاصله ۱۲۰ کیلومتری از شهر قزوین و ۲۵ کیلومتری شمال غربی شهر آوج در شهرستان آوج قرار گرفته است.

## جمعیت
این روستا در دهستان خرقان غربی قرار دارد و براساس سرشماری مرکز آمار ایران در سال ۱۳۸۵، جمعیت آن ۳۴۷ نفر (۱۰۳خانوار) بوده‌است. اکثر اهالی روستا به تهران مهاجرت کرده و تنها در تابستان به روستای منصور مراجعه میکنند و مردم روستا از صنف آهن فروشان تهران هستند.

## صنایع دستی
فرش بافی از مهم ترین صنایع دستی روستاست.

## جاذبه‌های گردشگری
- امامزاده منصور
- آبشار روستای منصور
- مناظر طبیعی و چشم اندازهای بکر کوهستانی
- حمام تاریخی منصور
- حسینیه منصور[۲]